# Herman Wright
Herman Wright (1932 - 1997) fue un bajista de jazz estadounidense. 

## Biografía
Nació en Detroit, Michigan y en 1960, se mudó a la ciudad de Nueva York, donde residió hasta su muerte en 1997. 
Comenzó a tocar la batería cuando era adolescente antes de decantarse por el contrabajo. Trabajó con Dorothy Ashby, Terry Gibbs,  Allen Ginsberg,  Yusef Lateef, George Shearing, Doug Watkins y en una ocasión sustituyó a Charles Mingus.  También trabajó en Ginsberg Sings Blake de Allen Ginsberg. 
Tuvo tres hijos, Herman Wright Jr. (instrumentista de metal y viento), Paris Wright (baterista) y Dewayne Wright (pianista).

## Discografía

### Como acompañante
Con Dorothy Ashby
- Hip Harp (Prestige, 1958)
- In a Minor Groove (New Jazz, 1958)
- Dorothy Ashby (Argo, 1961)
- Soft Winds (Jazzland, 1961)

Con Chet Baker
- Smokin' with the Chet Baker Quintet (Prestige, 1965)
- Groovin' with the Chet Baker Quintet (Prestige, 1965)
- Comin' On with the Chet Baker Quintet (Prestige, 1965)
- Cool Burnin' with the Chet Baker Quintet (Prestige, 1965)
- Boppin' with the Chet Baker Quintet (Prestige, 1965)

Con Allen Ginsberg
- Songs of Innocence and Experience (MGM, 1970)[3]

Con Al Gray
- Snap Your Fingers (Argo, 1962)
- Having a Ball (Argo, 1963)

Con Yusef Lateef
- Cry! - Tender (New Jazz, 1959)
- The Three Faces of Yusef Lateef (Riverside, 1960)
- Into Something (New Jazz, 1961)
- The Golden Flute (Impulse!, 1966)

Con Billy Mitchell
- This Is Billy Mitchell (Smash, 1962)
- A Little Juicy (Smash, 1963)

Con Archie Shepp
- Lover Man (Timeless, 1989)

Con Sonny Stitt
- Pow! (Prestige, 1965 [1967])

Con Doug Watkins
- Soulnik (New Jazz, 1960)